# Piérides
As piérides (poesia) eram nove irmãs que tinham o dom do canto. Originárias da Macedónia, filhas do rio Píero e de Evipe da Peónia, eram insensatas e arrogantes. Desafiaram para uma competição as musas (deusas de Téspias) que, representadas por Calíope lhes cantaram em resposta “o rapto de Prosérpina”. 
Quando as ninfas que serviam de júri à disputa declararam a vitória das deusas, as irmãs Piérides insultaram as vencedoras. 
Indignada, Calíope castigou-as, convertendo-as em pegas (aves - de acordo com Ovídeo em “Metamorfoses”) como lição aos mortais para que não almejassem comparar-se aos deuses. 
Seus nomes eram: 
colimbe (cândida)
linge (alegre)
cencris (jubilo)
cissa (união)
kláris (vigor)
acália (suave)
néssa (acorde)
pipos (tinir) 
drácia (forte)
1. ↑  Ovídeo. Metamorfoses. Brasil: Editora 34. pp. 289–315